# Franciszek Gontarski
Franciszek Karol Gontarski (ur. 3 października 1879 we Włocławku, zm. w 1925 roku w Bydgoszczy) – polski kamieniarz uprawiający rzemiosło artystyczne.

## Życiorys

### Rodzina i edukacja
Urodził się w rodzinie Karola Gontarskiego (ur. 1847) i jego żony Marianny z Marczewskich (ur. 1848). Po ojcu został właścicielem nieruchomości przy ul. Łęgskiej 46-48 we Włocławku. Część domu pod adresem Łęgska 48 obecnie nie istnieje. Miał braci Czesława Jakuba (ur. 1884) i Teodora Stanisława (ur. 1889, zginął w 1940 r. w podobozie KL Stutthoff w Rudawie k. Królewca, uznany za zmarłego w 1947). Jego żoną była Jadwiga Anzelma z Rolicz-Piekarskich (1885-1935) z Warszawy, z którą miał syna Henryka Franciszka Piotra (1912-1939), poległego 5 września w Sandomierzu w trakcie wojny obronnej 1939 roku. Jadwiga Gonatska spoczęła na cmentarzu św. Wincentego à Paulo w bydgoskich bielawkach. Franciszek Gontarski był absolwentem Szkoły Realnej we Włocławku. W latach 1905–1906 uczył się w klasie malarza Floriana Cynka w Akademii Sztuk Pięknych w Krakowie.

### Fabryka Wyrobów Rzeźbiarsko-Kamieniarskich
W 1907 roku założył pierwszą we Włocławku Fabrykę Wyrobów Rzeźbiarsko-Kamieniarskich na placu przy ulicy Warszawskiej 5, którego był właścicielem. Początkowo współpracował razem z bratem, następnie prowadził zakład samodzielnie. Ostatnie dzieła Franciszka Gontarskiego datuje się na ok. 1920 rok, jednak firma reklamuje się jeszcze w Przewodniku Ilustrowanym po Włocławku z 1922 roku.
Zakład dzielił swoją ofertę na dwa działy: przemysłowy i artystyczny. Oferta przemysłowa firmy Gontarskiego obejmowała: roboty kamieniarskie dla cmentarzy, Kościołów i innych budynków; wznoszenie kaplic-mauzoleów z białego kamienia szydłowieckiego i czerwonego wąchockiego oraz grobowców żelazo-betonowych z kamiennymi płytami oraz dekoracje architektoniczne z kamienia do dworów, schodów, balkonów, tarasów, a także mostów, parków i fontann. W ramach działu artystycznego Gontarski oferował: figury alegoryczne z białego kamienia szydłowieckiego i białego marmuru karraryjskiego; przydrożne figury świętych z kamienia janikowskiego; portrety w płaskorzeźbie z marmuru, kamienia lub brązu oraz portrety do pomników na porcelanie; rzeźby ornamentacyjne i symboliczne, symbolizujące wiarę, patriotyzm, sztukę, przemysł, oświatę, handel, rycerstwo i wojskowość itd.

#### Dzieła
W 1910 roku wykonał płaskorzeźbę króla Kazimierza Wielkiego w Kościele św. Urszuli w Kowalu, w mieście urodzenia władcy z okazji 600. rocznicy jego narodzin. Sam też dokonał jego uroczystego odsłonięcia w dniu 30 kwietnia. Relief wykonano z piaskowca janikowskiego. Postać króla wzorowano na portrecie autorstwa Jana Matejki. Popiersie zachowało się do dziś, wraz z dwoma otaczającym je tablicami wmurowane jest w północną ścianę prezbiterium Kościoła. Nie ma w nim już oryginalnego berła wykonanego przez Gontarskiego, które uległo uszkodzeniu między 1910 a 1915 rokiem, gdy relief usunięto z rozkazu rosyjskich cenzorów. Obecne ufundował ówczesny proboszcz parafii ks. Stanisław Anzorge w 1960 roku, z okazji 650. rocznicy urodzin króla. Na przestrzeni lat popiersie poddawane było różnym zabiegom konserwacyjnym, takim jak malowanie, które niszczyły jego oryginalną warstwę. W 2008 r. konserwator Danuta Jaskulak z Poznania na zlecenia Urzędu Miasta w Kowalu usunęła kilka warstw farby i przywróciła dziełu pierwotny wygląd.
W 1918 roku wykonał pomnik upamiętniający powstańców styczniowych poległych w bitwie pod Ignacewem, uroczyście odsłonięty 8 maja. Monument został zniszczony przez wojska hitlerowskie w czasie II wojny światowej. Starania o odbudowę pomnika były możliwe dopiero po odwilży październikowej. Odsłonięcie odbudowanego w dawnym kształcie pomnika miało miejsce 22 lipca 1957 roku. W 1911 wzniósł figurę Najświętszej Maryi Panny w Lubominie, ufundowaną przez Karola Potrzebowskiego.
Gontarski jest autorem dwóch kamiennych tablic z herbami Włocławka i Kujaw, zawieszonych po obu stronach mostu nad Zgłowiączką odbudowanego w latach 1915–1916.
Wykonany przez niego w 1908 roku pomnik Chrystusa Króla początkowo stał przed frontem ewangelickiego Domu Miłosierdzia przy ul. Słowackiego 4a, następnie został przeniesiony przed wejście do Kościoła ewangelicko-augsburskiego we Włocławku. W 2010 roku figura została poddana renowacji i konserwacji. W 1911 roku zbudował figurę Matki Boskiej pod Włocławkiem. W 1915 roku zlecono mu wykonanie fundamentów ogrodzenia cmentarza wojennego przy ul. Wienieckiej we Włocławku, jednak budowa ta nie doszła do skutku.
Groby wykonane przez jego firmę można odnaleźć m.in. na cmentarzach w Brześciu Kujawskim, Kruszynie, Nieszawie i Wieńcu. W Poniatowie wykonał grób Teofila Mieczkowskiego, dziedzica wsi Chromakowo z 1908 roku, zaś w Lipnie mauzoleum rodziny Pląskowskich z 1912 roku.

##### Grobowce na Cmentarzu Komunalnym we Włocławku
Firma Gontarskiego wykonała oryginalne, kamienne grobowce dla wielu zasłużonych obywateli pochowanych na Cmentarzu Komunalnym we Włocławku. Większość z nich stanowią dziś obiekty zabytkowe i uchodzą za jedne z najpiękniejszy dzieł sztuki sepulkralnej we Włocławku. Przy głównej alei cmentarza są to m.in. groby rodzin: Bojańczyków, Kott, Kaszubskich, Popławskich (1915-22), Zienkiewiczów i Junczysów oraz Izabeli Zbiegniewskiej (1915), Wandy Busse (ok. 1920), rotmistrza Bronisława Beliny-Węsierskiego i jeden grób bez inskrypcji z 1900 roku, a także pomnik na kwaterze sióstr zakonnych. W sektorze ewangelickim cmentarza znajdują się tumby E.P. ze Stockelów i J. Rossnagela oraz mauzoleum sukcesorów Zenke (1918). W pozostałych alejach cmentarza są to groby rodzin Gontarskich (ok. 1914), Findeisen (ok. 1920), Bulińskich, Włoczewskich, Woysław, tumby Białeckiego, ks. Lorentowicza Bogdana Kowalewskiego i rodziny Kowalewskich oraz grób Tadeusza Krauze. Grobowce Franciszka Gontarskiego wykonane są w różnych stylach artystycznych, takich jak neoklasycyzm, secesja i modernizm.

### Ostatnie lata
W 1922 roku mieszkał już przy ulicy Piotra Skargi 6 w Bydgoszczy. W tym czasie trudnił się jako nauczyciel i rzeźbiarz – wyrobnik nagrobków. Po raz ostatni wymienia go Księga Adresowa Miasta Bydgoszczy z 1925 roku. Księga Adresowa z roku 1926 wymienia jego żonę Jadwigę już jako wdowę.